# MTV Hits (France)
 (juillet 2025).
Si vous disposez d'ouvrages ou d'articles de référence ou si vous connaissez des sites web de qualité traitant du thème abordé ici, merci de compléter l'article en donnant les références utiles à sa vérifiabilité et en les liant à la section « Notes et références ».
Pour les articles homonymes, voir MTV Hits.
MTV Hits est une chaîne de télévision payante musicale francophone lancée le 17 novembre 2015 par le groupe américain Viacom. La chaîne diffusée en France ne doit pas être confondue avec MTV Hits Europe.

## Historique
Les chaînes MTV Base, MTV Pulse, MTV Idol fusionnent le 17 novembre 2015 pour devenir MTV Hits. Depuis lors, BET devient une chaîne spécifique, My MTV un service interactif musicalet la chaîne MTV Rocks quitte le bouquet Canalsat, remplacée par MTV Dance, VH1 et VH1 Classic.
Après la suppression des chaînes, plusieurs semaines de négociation débouchent sur un accord entre les groupes Viacom et Canal, le Groupe Canal+ pour lui permettre de conserver les chaînes BET, MTV hits et J-One[réf. nécessaire]. À parti du 19 novembre 2019, les chaînes du groupe de ViacomCBS International Media Networks France dont J-One, les chaînes Nickelodeon, MTV et MTV Hits sont distribuées chez les opérateurs Internet, comme Free et sont reprises depuis le 28 janvier 2020 par Bouygues Telecom, marquant la fin de l'exclusivité partielle exploitée par Canal+. MTV Hits est disponible depuis le 24 août 2020 chez l'opérateur Orange dans ses offres ADSL et fibre.
Le 8 octobre 2021, la chaîne change de logo et d'habillage. Ce même jour à 21h, elle diffuse en exclusivité le concert Madame X Tour de Madonna, enregistré à Lisbonne[réf. nécessaire].
Depuis le 20 avril 2022, la chaîne MTV Hits n’est plus disponible dans Les offres Canal+.

## Identité visuelle (logo)

Logo de MTV Hits
Du 17 novembre 2015 au 30 avril 2017
Du 1er mai 2017 au 7 octobre 2021.
Logo depuis le 8 octobre 2021.

## Émissions
Les émissions sont principalement les mêmes que les 3 anciennes chaînes MTV Base, MTV Pulse, MTV Idol[réf. nécessaire].
MTV News est également diffusée sur la chaîne[réf. nécessaire].

## Animateurs
- Hedia Charni
- Raphäl Yem (jusqu'en 2019)
- Gérard Baste (jusqu'en 2019)

## myMTV

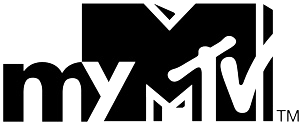
Logo de myMTV.

MyMTV est un service interactif permettant de créer une playlist musicale personnalisée à partir d’une base de données de plus de 20 000 clips, selon différents critères.
- le genre (rock, pop, rap hip hop, electro dance, soul r&b, metal, français)
- l’artiste
- l’époque (oldies, 80's, 90's, 00's, 10's, actu)
- l’humeur (energic, fun, happy, relax, calme, melancolic, dark triste, enerve)
- le décor (party, love romantic, live, sexy, choreography, crazy strange, drole, cinematic)

Le service est accessible sur ordinateur, tablette et mobile et est accessible sur les téléviseurs connectés ou par l'intermédiaire des box des opérateurs Internet.

## Annexe